# Crossocheilus periyarensis
Crossocheilus periyarensis är en fiskart som beskrevs av Menon och Jacob, 1996. Crossocheilus periyarensis ingår i släktet Crossocheilus och familjen karpfiskar. IUCN kategoriserar arten globalt som starkt hotad. Inga underarter finns listade i Catalogue of Life.